# ژاپنی میانه نخستین
ژاپنی میانه نخستین (به ژاپنی: 中古日本語، چوکُ نیهونگو) مرحله‌ای تاریخی از زبان ژاپنی پس از ژاپنی باستان و پیش از ژاپنی میانه پسین است.
ژاپنی میانه نخستین در حدود سال‌های ۷۹۴ تا ۱۱۸۵ میلادی رایج بود. از نظر سیاسی، ژاپنی میانه نخستین در دوره هی‌آن است.